# Лавонкур
Лавонку́р (фр. Lavoncourt) — коммуна во Франции, находится в регионе Франш-Конте. Департамент — Верхняя Сона. Входит в состав кантона Дампьер-сюр-Салон. Округ коммуны — Везуль.
Код INSEE коммуны — 70299.

## География

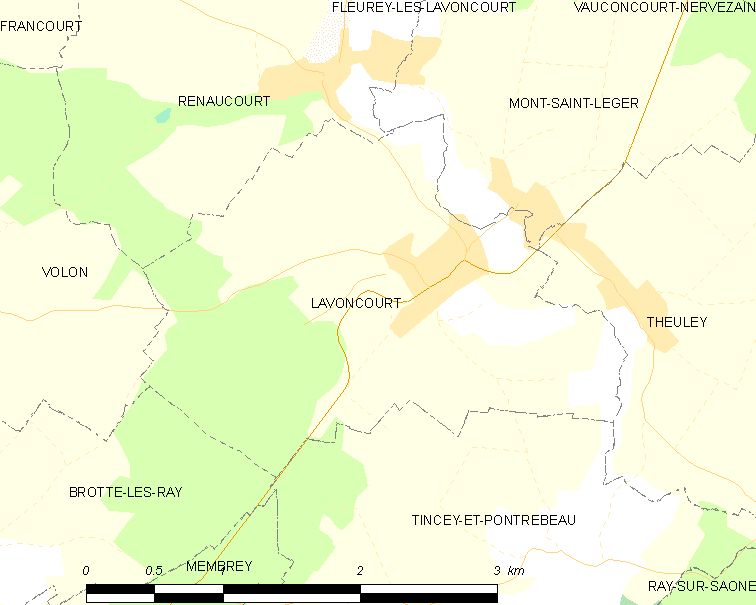
Карта коммуны

Коммуна расположена приблизительно в 290 км к юго-востоку от Парижа, в 50 км северо-западнее Безансона, в 28 км к западу от Везуля.
На востоке коммуны протекает река Гуржона, правый приток Соны.

## Население
Население коммуны на 2010 год составляло 337 человек.
| 1962 | 1968 | 1975 | 1982 | 1990 | 1999 | 2010 |
| ---- | ---- | ---- | ---- | ---- | ---- | ---- |
| 316  | 302  | 280  | 271  | 269  | 293  | 337  |

## Экономика
В 2010 году среди 194 человек трудоспособного возраста (15—64 лет) 141 были экономически активными, 53 — неактивными (показатель активности — 72,7 %, в 1999 году было 64,7 %). Из 141 активных жителей работали 122 человека (69 мужчин и 53 женщины), безработных было 19 (5 мужчин и 14 женщин). Среди 53 неактивных 14 человек были учениками или студентами, 22 — пенсионерами, 17 были неактивными по другим причинам.

## Достопримечательности
- Руины укреплённого дома Вер-ле-Вилаж (1256 год). Исторический памятник с 1994 года[3]